# ザクリス・トペリウス
ザクリス・トペリウス（Zachris Topelius、1818年1月14日 - 1898年3月12日）は、フィンランド大公国生まれのスウェーデン語を話す、フィンランド人の作家、ジャーナリスト、歴史家。また、ヘルシンキ大学総長。フィンランドの歴史に関連のある小説をスウェーデン語で著した。

## 生涯と経歴
ザカリアス（Zacharias）というのはトペリウスの洗礼名で、彼の著作の表紙にはこの名前が使われている。とはいえ、フィンランド国立伝記コレクションに「彼自身が最もよく使用したのは、略称のZ.か、Zachrisという名前であった。公的な書類にもこう署名していた」と解説されている通りである。したがって、最近の学術的な書物で彼について述べる際には、ザクリス（Zachris）の名が使用されることが多い。
姓の「トペリウス」（Topelius）は元来は、フィンランド語で「トッピラ」（Toppila）であったが、ザクリスの祖父の祖父によってまず「トッペリウス」（Toppelius）とラテン語風に変えられ、さらにその後、Topeliusと変えられたものである。トペリウスはポフヤンマー県ニューカールレビューの近くのクドナーに生まれた。同名の父は医者で、フィンランド民謡の収集の先駆者として有名であった。子供の頃、トペリウスは母カトリーナ・ソフィア・カラミニアスが、フィンランド人でスウェーデン人でもあった詩人フランス＝ミカエル・フランツェンの詩を歌うのを聞いて育った。11歳の時にオウルの学校に入学し、公立図書館の建物に親戚達と一緒に寄宿した。この時に小説に没頭し、自分の途方もない空想の世界を豊かにしたのである。
1831年、ヘルシンキに赴き、ユーハン・ルードヴィーグ・ルーネベリを取り巻く若い国粋主義者達の仲間となった。時にはルーネベリの自宅に泊まっていくこともあった。1833年、トペリウスは、フィンランド帝立アレクサンドル大学（現在のヘルシンキ大学）に入学する。1840年に修士号を取得、1844年には歴史学科で教員免許を取得、1847年には博士号を取得した。この時の論文は「De modo matrimonia jungendi apud fennos quondam vigente（古代フィンランド人の婚姻の習慣について）」というものであった。トペリウスは歴史の他に、ある時期、神学と医学に打ち込んでいたことがあった。1842年から1846年までフィンランド動植物研究所の書記として働き、1846年から1861年までは大学図書館に雇われていた。そして同じ時期に、歴史、統計学、スウェーデン語をヘルシンフォ・リュセイム中等学校で教えていたのである。
友人であるフレデリック・シグナウスのおせっかいで、1854年、36歳の時にトペリウスは大学のフィンランド史の員外教授に就任する。1863年には最初のフィンランド語、ロシア語、北欧史の教授に就任する。その後1876年に歴史概論の教授に異動している。1875年から1878年まで総長の地位にあった。引退時には名誉教授だったが、ロシア語の「国家顧問」の肩書きを与えられ褒賞された。
トペリウスは、ごく早い時期から抒情詩人として頭角を現していた（有名な作品に1845年から1854年にかけて3巻連続で出された「ヒースの花」が挙げられる）。最も初期の恋愛小説、「フィンランドの公爵夫人」は1850年に出版された。1841年から1860年にかけてはヘルシンフォ・ガゼットの編集長も務めている。1878年には、公職から引退することになったが、しかしこの引退を経ても大学とのつながりが途切れてしまうことはなかった。公職から引退することでいっそう余暇の時間が取れることになり、文学活動がさらに豊かで多岐にわたるものになったのである。トペリウスの多彩な作品、すなわち様々な散文や韻文の中でも最も人気を獲得したのは「やぶ医者物語」であった。グスタフ2世アドルフからグスタフ3世の治世に至る時代の架空の歴史物語で、ウォルター・スコットの書き方を真似て著されたものであった。この物語は5巻にわたり、1853年から1867年にかけて出版された。トペリウスは戯曲も著しており、最も成功したのは1854年の悲劇「Regina von Emmeritz」であった。フィンランド人が自国に対して強い愛国心を抱くようになることがトペリウスの狙いであった。
作曲家のフレデリック・パシアスと組み、情熱的愛国主義を主題にしてオペラ「チャールズ国王の狩猟」の台本を制作しているが、これはフィンランド語の最初のオペラとなった。トペリウスは、最初は日常の些細な気晴らしを主題にして書くつもりであったが、1851年、あるコンサートで企画もののオペラの抜粋を耳にして、初期の情熱的なスタイルのウェーバーの「魔弾の射手」（1821）や「オベロン」に続かんとしてパシアスが魂の救済を主題にして壮大な歌劇を書いていることを知ったのだった。トペリウスはスウェーデン語でオペラの台本を書くものの（後にいろいろな機会に翻訳されたものもあるのだが）、その対象は断固としてフィンランドとフィンランド人のことであった。フレデリック・パシアスとラーズ・エリク・ラーソンの「Prinsessan av Cypern」の台本も制作している。
彼の作品のうちの多くは、古代の神秘を思い起こさせるような、あるいは薔薇十字会や錬金術を主題にしているかのような秘教的寓話の形を取っている。しかし一方では、短編の中にはフィンランド社会の工業化の進展について検分するようなものも存在している。
1898年、フィンランドのシポーにあるマナー・ハウスで没する。このマナー・ハウスこそ、彼の作品の内で最も優れた作品が生まれた場所であった。

## 代表的な作品
- Boken om vårt land, 1875 (Maamme-kirja, Book of Our Land)
- Vinterqvällar, 1881 (Talvi-iltain tarinoita)
- Fältskärns berättelser, 1884 (Välskärin kertomukset)
- Läsning för barn, (Lukemisia lapsille)
- Stjärnornas kungabarn, 1899–1900 (Tähtien turvatit)
- 木いちごの王さま（きいちごのおうさま）